# Pterobryella longifrons
Pterobryella longifrons är en bladmossart som beskrevs av Georg Friedrich von Jaeger 1877. Pterobryella longifrons ingår i släktet Pterobryella och familjen Pterobryaceae. Inga underarter finns listade i Catalogue of Life.